# Berg (Dolní Rakousy)
Berg je obec v Dolních Rakousech v okrese Bruck an der Leitha. Má katastrální výměru 9,47 km² a žije tu 746 obyvatel (2010).

## Geografie
Obec sa nachází v bezprostřední blízkosti bratislavské městské části Petržalka a nachází se tu i hraniční přechod se Slovenskem. Nejbližší rakouské obce jsou Kittsee na jihu a Wolfsthal na severu.

## Historie
První zmínka o obci pochází z roku 862, kdy se spomíná jako „Pagus ad Pergo“. V současnosti je oblíbeným cílem cyklistů, obcí prochází vícero značených cyklistických stezek.
Do roku 1996 tvořila s obcí Wolfsthal jednu obec Wolfsthal-Berg.

## Politika

### Starostové
- 1945–1950 Florian Denk (ÖVP)
- 1997–2017 Georg Hartl (SPÖ)
- od roku 2017 Andreas Hammer (SPÖ)

## Partnerské obce
- Tomášov, Slovensko